# Exaile
Exaile és un reproductor d'àudio lliure per al sistema operatiu GNU/Linux, que intenta ser similar a Amarok de KDE, però basat en les biblioteques gràfiques GTK+ en comptes de les Qt emprades per Amarok. Està escrit usant pygtk (abans wxPython). També empra la plataforma multimèdia GStreamer per a la reproducció d'àudio, i la biblioteca Mutagen per a llegir i escriure les metadades de les cançons. Hi ha un pedaç per a fer que Exaile funcioni en Windows, però el port oficial usant GTK+ i GStreamer en Windows està actualment en desenvolupament.

## Característiques
Exaile incorpora diverses característiques similars a les d'Amarok, incloent:
- Obtenció automàtica de la portada de l'àlbum.
- Maneig de grans biblioteques de música.
- Obtenció les lletres de les cançons).
- Informació de l'artista i l'àlbum des de Viquipèdia.
- Compatibilitat con last.fm.
- Compatibilitat opcional amb iPod (requereix python-gpod).
- Compatibilitat opcional amb la compartició de música DAAP d'iTunes.
- Possibilitat de veure i escoltar un directori de navegació d'un lloc web sense prèvia descàrrega, és a dir, d'un shoutcast.
- Llistes de reproducció en pestanyes.